# Alfa Romeo 75
De Alfa Romeo 75 is een sportieve sedan van het Italiaanse automerk Alfa Romeo. De 75 kwam in 1985 op de markt, 75 jaar na de Alfa 24 HP, het eerste eigen model van Alfa Romeo. In de Verenigde Staten werd de wagen ook verkocht als Alfa Romeo Milano.
De Alfa Romeo 75 maakte gebruik van de techniek uit de Alfa Romeo Alfetta. Ook de carrosserie ontleent de lijnvoering van de Nuova Giulietta. Opnieuw kreeg hij achterwielaandrijving, werd de motor voorin geplaatst en de versnellingsbak en de koppeling achterin (trans-axle) met de schijfremmen tegen de versnellingsbak aan geplaatst. Dit resulteerde in een bijna optimale gewichtsverdeling die, in combinatie met de pittige motoren en sublieme wegligging, het sportieve karakter van de 75 tot stand bracht.
De bakbediening onderging verbeteringen die door Alfa "Iso-statisch" genoemd werden. Dezelfde techniek is ook op Alfetta opvolger Alfa Romeo 90 toegepast.
De 75 is de laatste Alfa Romeo die volledig in eigen beheer is ontwikkeld. In 1986 werd Alfa Romeo namelijk opgekocht door Fiat. De 75 wordt daarom ook wel gezien als de laatste volbloed Alfa Romeo.

## Uitvoeringen
De viercilindermotoren met carburateur van de Alfa 75 waren een 1570 cc met 110 pk, een 1779 cc met 120 pk en een 1962 cc met 130 pk. De Quadrifoglio Verde (QV) kon beschikken over een 2492 cc V6 met een vermogen van 156 pk, rechtstreeks afkomstig uit de toen bijna uitfaserende GTV6. Dit werd eveneens de top motor voor de reeds gememoreerde Alfa 90 (QO).
De in de VS en Canada geleverde Milano is uitgevoerd met deze motor, echter voorzien van katalysator, optische verschillen: schokabsorberende bumpers, brandstoftank in de kofferruimte en de uitlaat einddemper rechts in plaats van in het midden.Er zijn op deze markt zelfs exemplaren geleverd met side impact protection (balken in de portieren), veiligheidsverankering van de motorkap, airco en vier elektrisch bedienbare ramen. Een automatische versnellingsbak was eveneens een optie in Noord-Amerika.
Vanaf 1987 werd dit in Europa een 3000 cc V6 (America geheten) met 188 pk zonder kat, 1988 184 pk met kat en vanaf 1990 de QV (met kat) uitvoering met maximaal 192 pk. 
De dieselmotor was een 1995 cc turbodiesel met 95 pk.
Opvallend in het interieur is de handrem in de vorm van een vliegtuig gashendel, die nu weer regelmatig wordt gekopieerd in moderne auto's als de Renault Megane en Opel Zafira.
Opvallend ook dat de autojournalistiek destijds deze bediening meermaals bekritiseerde als onhandig, terwijl het bij de introductie van de Megane II (bijna twintig jaar later) als een noviteit, gewaagd design en een leuke 'trouvaille' gezien werd.
De Alfa 75 Turbo zag in 1986 het levenslicht en kreeg de 1779 cc motor met een injectiesysteem en een turbocompressor. Het maximaal vermogen kwam op 155 pk te liggen. Later werd deze ook als Evo leverbaar met 175 pk, een wilder uiterlijk en als Amerika uitvoering, die een uiterlijk identiek aan de gelijknamige 3.0 V6 had.
In 1988 werd de 1.8 motor vervangen door de 1.8 IE met injectiesysteem en er werd een 2,4 L turbodiesel toegevoegd aan het gamma. In 1990 verscheen ook nog de 1.6 IE met hetzelfde injectiesysteem. In 1989 werd de Alfa Romeo SZ geïntroduceerd die mechanisch gebaseerd was op de 75.

### Twin Spark
In 1987 werd de 2.0 motor opnieuw ontworpen. De motor kreeg twee bougies (spark plugs) per cilinder, net zoals dat reeds gebeurd was bij racewagens. De Alfa Romeo Twin Spark motor was geboren (148 pk). In hetzelfde jaar werd uit de 2.5 V6 de reeds vermelde 3.0 V6 ontwikkeld.

### Turbo Evoluzione

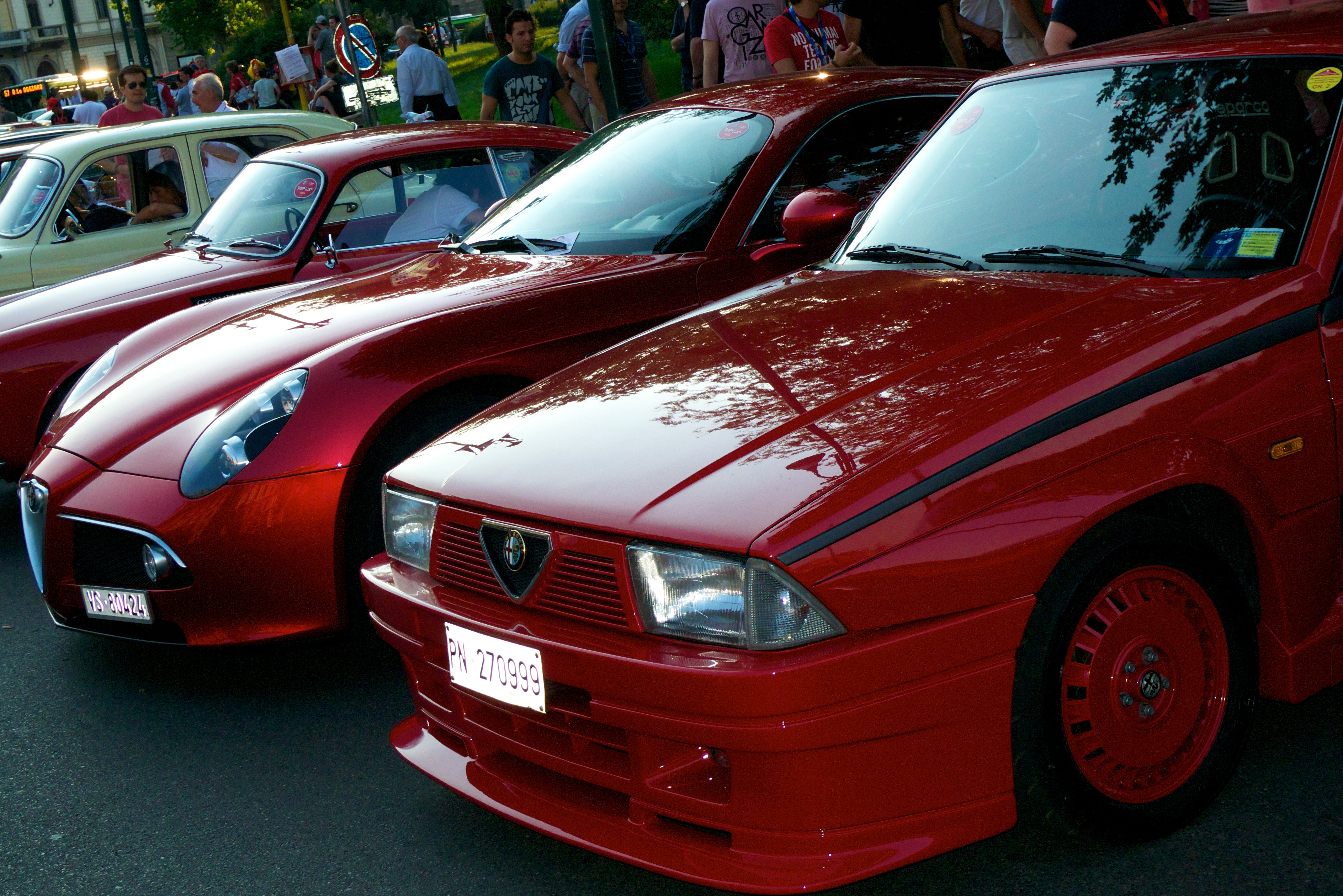
Rechts op de voorgrond de Turbo Evoluzione. Op de achtergrond de 8C Competizione

Om aan de Groep A eisen te voldoen werden in het voorjaar van 1987 vijfhonderd exemplaren van de Turbo Evoluzione geproduceerd. In vergelijking met het standaard turbomodel had deze auto verscheidene modificaties ondergaan, waaronder lagere bumpers en een kleinere cilinderinhoud (1762cc) die geschikter bleek voor vermogenupgrades.
De Alfa Romeo 75 bleef tot 1992 in productie, tot hij werd opgevolgd door de voorwielaangedreven Alfa Romeo 155. De laatste 75's waren in enkele speciale uitvoeringen leverbaar: de 1.8 IE Indy, de 1.8 IE Imola en de 1.8 IE Epoca (tijdperk) en een in beperkte oplage geleverde Limitata (2.0 Twinspark) met een sportief Recaro interieur.

## Prestaties
| Type                        | Vermogen | 0–100 km/u | Topsnelheid |
| --------------------------- | -------- | ---------- | ----------- |
| 1.6 (1986)                  | 110 pk   | 10,7 s     | 180 km/u    |
| 1.8 (1986)                  | 120 pk   | 9,6 s      | 190 km/u    |
| 2.0 (1986)                  | 130 pk   | 8,9 s      | 195 km/u    |
| 1.8 Turbo (1986)            | 155 pk   | 7,6 s      | 210 km/u    |
| 1.8 Turbo Evoluzione (1987) | 155pk    | 7,2 s      | 221 km/u    |
| 2.5 V6 (1986)               | 156 pk   | 8,2 s      | 210 km/u    |
| 3.0 V6 (1987)               | 188 pk   | 7,8 s      | 220 km/u    |
| 3.0 V6 QV U9 (1990)         | 192 pk   | 7,7 s      | 222 km/u    |
| 2.0 Twin Spark (1987)       | 148 pk   | 8,5 s      | 205 km/u    |
| 1.8 IE (1988)               | 120 pk   | 10,2 s     | 192 km/u    |
| 1.6 IE (1990)               | 109 pk   | 11,0 s     | 180 km/u    |
| 2.0 Turbo Diesel (1987)     | 95 pk    | 12,4 s     | 175 km/u    |
| 2.4 Turbo Diesel (1988)     | 110 pk   | 11,3 s     | 188 km/u    |

## Racerij

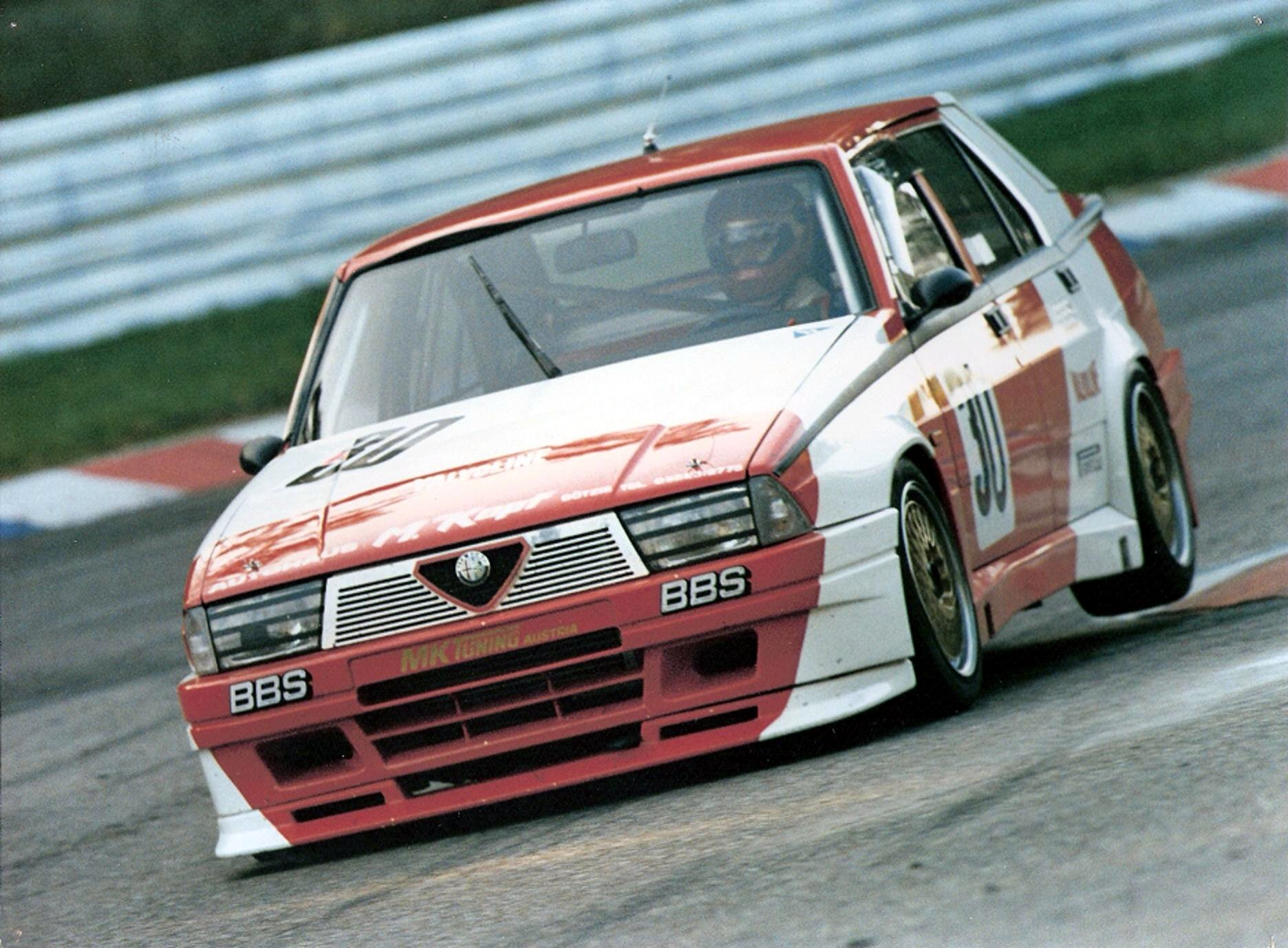
Michael Kopf met een Alfa 75 Turbo op de Nürburgring

De race afdeling van Alfa Romeo, Alfa Corse genaamd, nam met enkele gemodificeerde 75 Turbo's met 320 pk deel aan het World Touring Car Championship van 1987. Het team bestond uit bekende namen uit de Formule 1, zoals Nicola Larini, Gabriele Tarquini, Alessandro Nannini, Jacques Laffite en Mario Andretti. Daarnaast reed de 75 in de Groep A.